# Partit Socialdemòcrata (Japó)
El Partit Socialdemòcrata (en japonès: 社会民主党, transliterat: Shakai Minshutō), també conegut com a Shamintō (社民党), abans de 1996 conegut com a Partit Socialista del Japó, és un partit polític de centre-esquerra sorgit al Japó l'any 1996. El President del partit és Seiji Mataichi.

## Història
El Partit Socialdemòcrata va ser fundat el 1996 pels antics membres del Partit Socialista del Japó just després del mandat del socialista Tomiichi Murayama com a Primer Ministre del 30 de juny de 1994 a l'11 de gener de 1996. Des de la seua fundació el partit mai ha aconseguit prou escons com per poder ser una alternativa de govern, a més, mai han revalidat els nivells de suport del seu predecessor, el Partit Socialista, arribant només a 15 escons en els primers comicis als quals concorregué i baixant a poc a poc des de les eleccions de l'any 2000.
Durant el govern del Partit Democràtic participà en el gabinet de govern amb carteres ministerials. Des de llavors, son a l'oposició.

## Ideologia
El partit abandonà la línia marxista quan va canviar el seu nom amb l'objectiu d'atraure al votant de caràcter més centrista i semblar-se en imatge i ideologia als partits socialdemòcrates europeus.
En l'actualitat, el partit defensa l'article 9 de la Constitució Japonesa i manté una politica antimilitarista. S'oposen al neoliberalisme i al neoconservadorisme i defensen un major nivell de benestar social al Japó, amb més serveis socials com la sanitat, les pensions i la seguretat social. També s'oposen a la presència en territori japonés de bases militars dels EUA, demanant el seu desmantellament definitiu. El partit està a favor d'abolir la pena de mort, vigent al Japó.
Com molts altres partits japonesos de l'oposició, els socialdemòcrates defensen els drets dels ciutadans LGTB i s'oposen a l'energia nuclear.

## Presidents del PSD
1. Tomiichi Murayama (19 de gener de 1996 – 28 de setembre de 1996)
2. Takako Doi (28 de setembre de 1996 - 15 de novembre de 2003)
3. Mizuho Fukushima (15 de novembre de 2003 - 25 de juliol de 2013)
4. Tadatomo Yoshida (14 d'octubre de 2013 - 25 de febrer de 2018)
5. Seiji Mataichi (25 de febrer de 2018 - En el càrrec)

## Resultats electorals

### Cambra de Representants
| Any  | Líder            | Vots      | %    | Pos. | Diputats | +/- | Govern             |
| ---- | ---------------- | --------- | ---- | ---- | -------- | --- | ------------------ |
| 1996 | Takako Doi       | 3.547.240 | 6,4% | 5è   | 15 / 500 | 55  | Coalició (1996-98) |
| 1996 | Takako Doi       | 3.547.240 | 6,4% | 5è   | 15 / 500 | 55  | Oposició (1998-00) |
| 2000 | Takako Doi       | 5.603.680 | 9,4% | 6è   | 19 / 480 | 4   | Oposició           |
| 2003 | Takako Doi       | 3.027.390 | 5,1% | 5è   | 6 / 480  | 13  | Oposició           |
| 2005 | Mizuho Fukushima | 3.719.522 | 5,5% | 5è   | 7 / 480  | 1   | Oposició           |
| 2009 | Mizuho Fukushima | 3.006.160 | 4,3% | 5è   | 7 / 480  | =   | Coalició (2009-10) |
| 2009 | Mizuho Fukushima | 3.006.160 | 4,3% | 5è   | 7 / 480  | =   | Oposició (2010-12) |
| 2012 | Mizuho Fukushima | 1.420.790 | 2,3% | 8è   | 2 / 480  | 5   | Oposició           |
| 2014 | Tadatomo Yoshida | 1.314.441 | 2,4% | 7è   | 2 / 475  | =   | Oposició           |
| 2017 | Tadatomo Yoshida | 941.324   | 1,7% | 7è   | 2 / 465  | =   | Oposició           |
| 2021 | Mizuho Fukushima | 1,018,588 | 1.77 |      | 1 / 465  | 1   | Oposició           |

### Cambra de Consellers
| Any  | Líder            | Districte Nacional | Districte Nacional | Total    | Total |
| Any  | Líder            | Vots               | %                  | Escons   | ±     |
| ---- | ---------------- | ------------------ | ------------------ | -------- | ----- |
| 1998 | Takako Doi       | 4,370,763          | 7.8                | 13 / 252 | Nou   |
| 2001 | Takako Doi       | 3,628,635          | 6.63               | 8 / 247  | 5     |
| 2004 | Mizuho Fukushima | 2,990,665          | 5.35               | 5 / 242  | 3     |
| 2007 | Mizuho Fukushima | 2,634,713          | 4.47               | 5 / 242  | =     |
| 2010 | Mizuho Fukushima | 2,242,735          | 3.84               | 4 / 242  | 1     |
| 2013 | Mizuho Fukushima | 1,255,235          | 2.36               | 3 / 242  | 1     |
| 2016 | Tadatomo Yoshida | 1,536,238          | 2.74               | 2 / 242  | 1     |
| 2019 | Seiji Mataichi   | 1,046,011          | 2.09               | 2 / 245  | =     |
| 2022 | Mizuho Fukushima | 1,258,502          | 2.37               | 1 / 248  | 1     |
| 2025 | Mizuho Fukushima | 1,217,822          | 2.06               | 2 / 248  | 1     |